# Islam Dugučiev
Islam Betersultanovič Dugučiev (in russo Ислам Бетерсултанович Дугучиев?; 15 aprile 1966) è un ex lottatore russo, fino al 1991 sovietico, specializzato nella lotta greco-romana.

## Palmarès

### Olimpiadi
- 1 medaglia:
  - 1 argento (Barcellona 1992 nei pesi leggeri[1])

### Mondiali
- 4 medaglie:
  - 4 ori (Ostia 1990 nei pesi leggeri[2]; Varna 1991 nei pesi leggeri[2]; Stoccolma 1993 nei pesi leggeri[3]; Tampere 1994 nei pesi leggeri[3])